# Silverthorne
Silverthorne é uma cidade  localizada no estado americano de Colorado, no Condado de Summit.

## Demografia
Segundo o censo americano de 2000, a sua população era de 3196 habitantes.
Em 2006, foi estimada uma população de 3733, um aumento de 537 (16.8%).

## Geografia
De acordo com o United States Census Bureau tem uma área de
8,3 km², dos quais 8,2 km² cobertos por terra e 0,1 km² cobertos por água.

## Localidades na vizinhança
O diagrama seguinte representa as localidades num raio de 24 km ao redor de Silverthorne.